# Nephus binaevatus
Nephus binaevatus är en skalbaggsart som först beskrevs av Étienne Mulsant 1850.  Nephus binaevatus ingår i släktet Nephus och familjen nyckelpigor. Inga underarter finns listade i Catalogue of Life.